# Gröpern 11 (Quedlinburg)

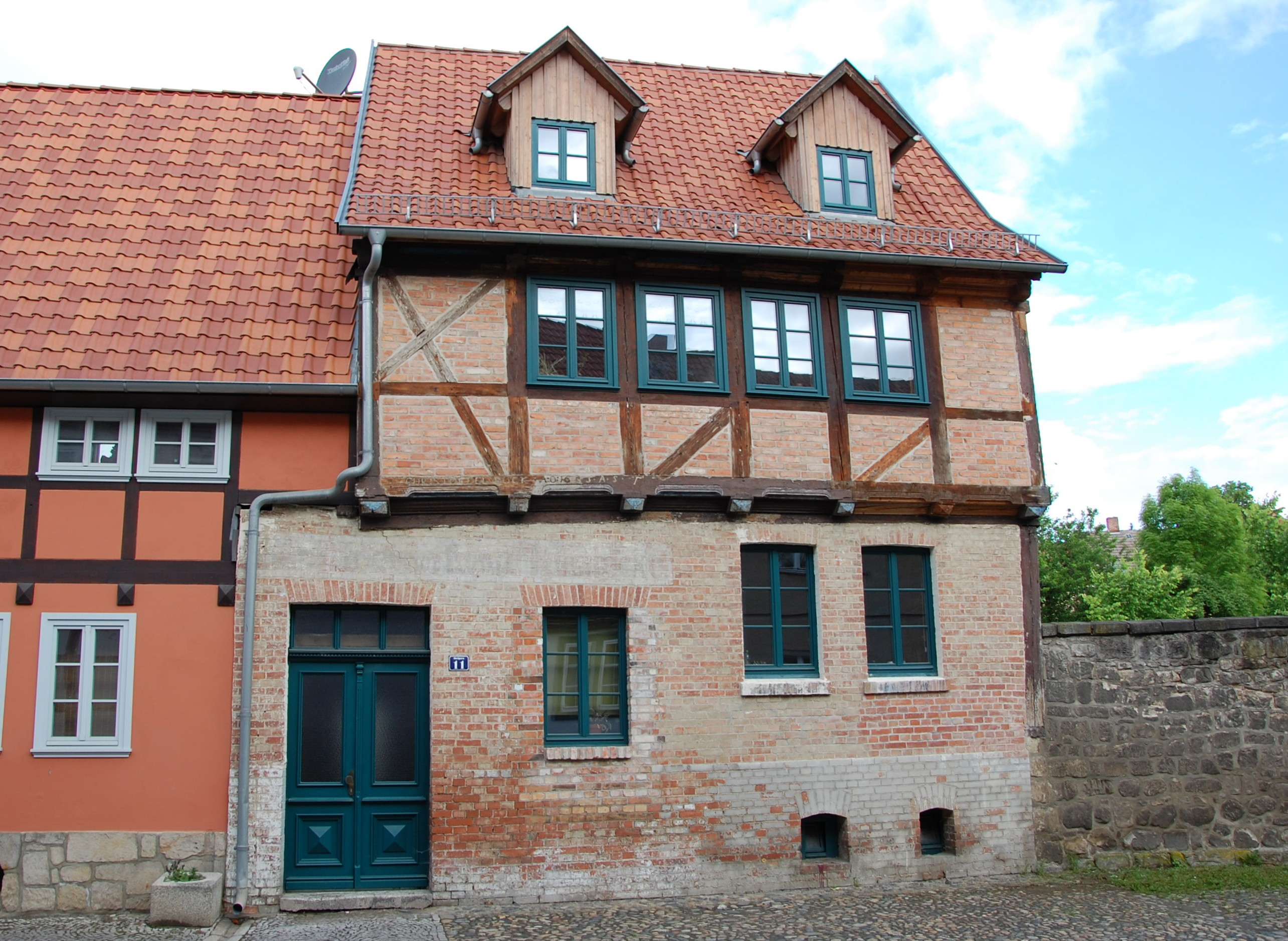
Haus Gröpern 11

Das Haus Gröpern 11 ist ein denkmalgeschütztes Gebäude in Quedlinburg in Sachsen-Anhalt.

## Lage
Das im Quedlinburger Denkmalverzeichnis als Ackerbürgerhof eingetragene Gebäude befindet sich nördlichen der Quedlinburger Altstadt auf der Westseite der Straße Gröpern. Es gehört zum UNESCO-Weltkulturerbe. Südlich grenzt das gleichfalls denkmalgeschützte Haus Gröpern 10 an.

## Architektur und Geschichte
Das zweigeschossige Haus entstand nach einer am Gebäude befindlichen Inschrift im Jahr 1665. Auf den Zimmermann Andreas Schröder als Baumeister verweist das Kürzel A.S., sowie ein dargestelltes Beil. Während das Obergeschoss in Fachwerkbauweise errichtet wurde, ist das Erdgeschoss in massiver Bauweise ausgeführt. Auf der Nordseite des Hofs besteht ein gleichfalls als Fachwerkbau erstellter Gebäudeflügel.
Ursprünglich könnten Gröpern 10 und 11 bereits eine Einheit gebildet haben. Ende des 20. Jahrhunderts waren die Grundstücke jedoch getrennt. Anfang des 21. Jahrhunderts erfolgte eine Sanierung und Zusammenführung der Anwesen.